# HMS C32
HMS C32 – brytyjski okręt podwodny typu C. Zbudowany w roku 1909 w  Vickers w Barrow-in-Furness. Okręt został wodowany 29 września 1909 roku i rozpoczął służbę w Royal Navy 19 listopada 1909 roku. Pierwszym  dowódcą był Lt. C. Head.
W 1914 roku C32 stacjonował w Leith przydzielony do Czwartej Flotylli Okrętów Podwodnych (4th Submarine Flotilla) pod dowództwem Brownlow V. Layarda.
W latach 1914–1915 HMS C32 brał udział działaniach wojennych na Morzu Północnym. W latach 1916–1917 w operacjach na Bałtyku, w Baltic Flotilla. Stacjonował w Estonii i operował w Zatoce Ryskiej zatapiając jeden statek handlowy. 22 listopada 1917 roku w czasie ataku na niemiecki okręt, okręt podwodny C32 został poważnie uszkodzony. Załoga wprowadziła go na płyciznę w okolicy Parnawy i zatopiła.